# Bitwa pod Nulczynem

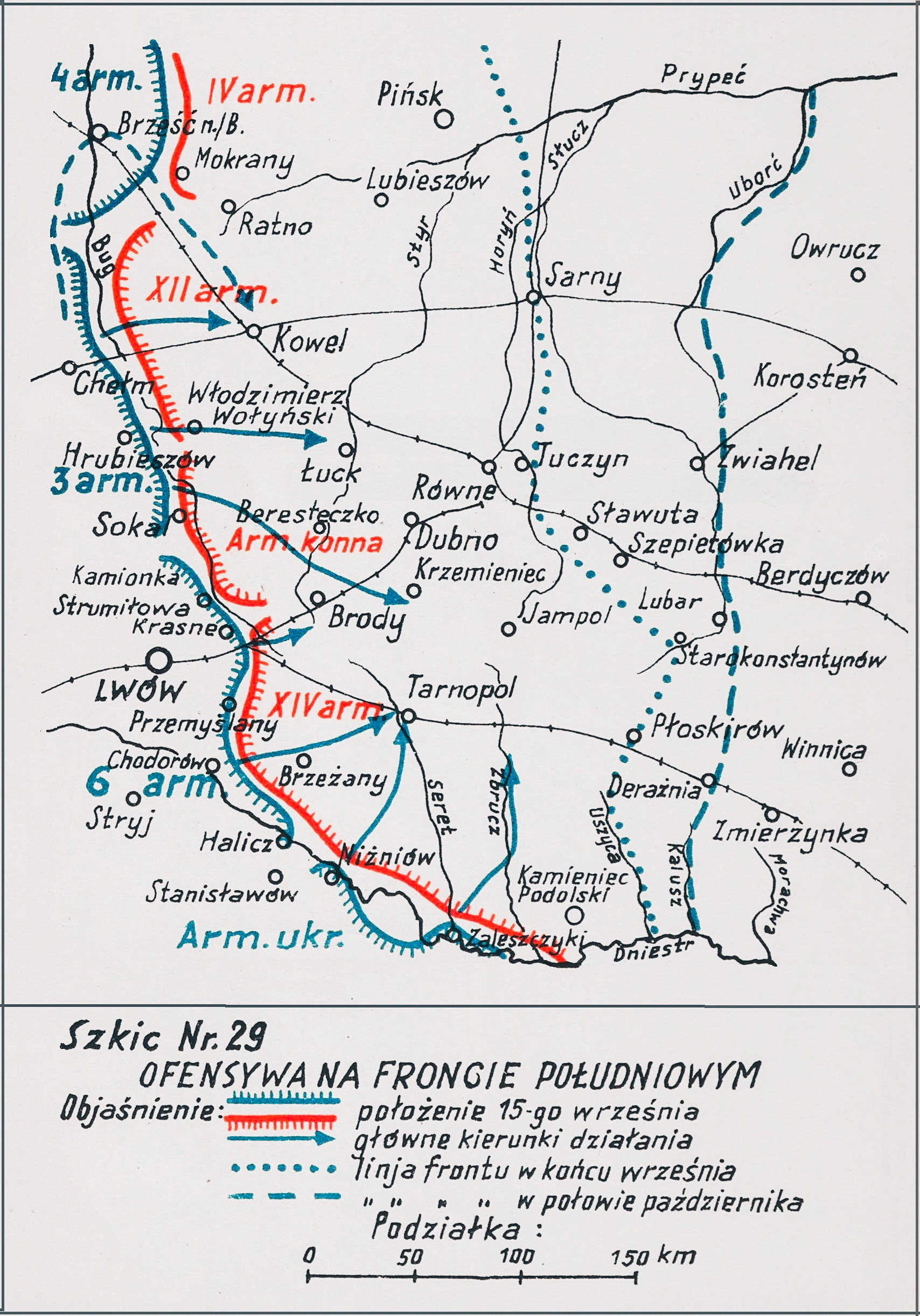
Adam Przybylski,
Wojna Polska 1918–1921

Bitwa pod Nulczynem (Pełczynem? (dziś Powczyne)) – część wielkiej bitwy wołyńsko-podolskiej; walki polskiego 1 pułku szwoleżerów mjr. Jerzego Grobickiego z oddziałami sowieckimi w czasie ofensywy jesiennej wojsk polskich na Ukrainie w okresie wojny polsko-bolszewickiej.

## Geneza
2 września, jeszcze w czasie walk pod Zamościem, Naczelne Dowództwo Wojska Polskiego zdecydowało, iż 3. i 6 Armia, po stosownym przegrupowaniu, około 10 września podejmą większą akcję zaczepną w kierunku wschodnim celem „nie tylko odrzucenia nieprzyjaciela poza granice Małopolski, lecz także rozbicia i zdezorganizowania jego sił tak, aby później można było utrzymać front przy użyciu słabych sił własnych". 3 Armia gen. Władysława Sikorskiego przystąpiła do działań 10 września. Wstępnym etapem był zagon grupy motorowej mjr. Włodzimierza Bochenka wyprowadzony z Włodawy, który przeprawił się przez Bug i następnego dnia opanował Kowel. Za nim ruszyło natarcie sił głównych armii, w tym jej grupa manewrowa – Korpus Jazdy płk. Juliusza Rómmla. Sowiecka 12 Armia cofała się w kierunku Łucka. Aby uniemożliwić przeciwnikowi zorganizowanie oporu na Styrze, dowódca 3 Armii wydał rozkaz opanowania Łucka. 16 września, działający na styku sowieckich 12 i 14 Armii Korpus Jazdy płk. Juliusza Rómmla, przy słabym oporze przeciwnika, sforsował Styr na południe od Łucka i ruszył na Równe. Wieczorem korpus dotarł do Stubli. W tym czasie pod Równem koncentrowała się 1 Armia Konna Siemiona Budionnego. Miała tam dokonać reorganizacji i przygotować się do akcji zaczepnej przeciwko wojskom polskim.

## Walczące wojska
| Jednostka                           | Dowódca                   | Podporządkowanie   |
| Wojsko Polskie                      |                           |                    |
| dowództwo 2 Dywizji Jazdy           | płk Gustaw Orlicz-Dreszer | Korpus Jazdy       |
| 9 Brygada Jazdy                     | mjr Jan Głogowski         | 2 Dywizja Jazdy    |
| ⇒ 1 pułk szwoleżerów                | mjr Jerzy Grobicki        | 9 Brygada Jazdy    |
| → 4 szwadron                        | ppor. Michał Stępkowski   | 1 pułk szwoleżerów |
| Armia Czerwona                      |                           |                    |
| jednostki tyłowe oddziałów 12 Armii |                           | 12 Armia           |

## Walki pod Nulczynem
W pościgu za cofającymi się wojskami 12 Armii Nikołaja Kuźmina, Korpus Kawalerii płk. Juliusza Rómmla maszerował na Zwiahel. Na czele Korpusu znajdowała się 9 Brygada Jazdy. 25 września jej 1 pułk szwoleżerów maszerował w kolumnie brygady przez Chocin – Aleksandrię – Kotów – Ryświankę do rejonu Zylewki. Następnego dnia już jako awangarda brygady kontynuował marsz ubezpieczony przez Pustomyty – Malatyn – Niewierków – Dywin – Janówkę – Daniczów.
Pod Nulczynem oddziały polskie dogoniły przemieszczające się drogą Korzec - Zwiahel przemieszane formacje tyłowe oddziałów sowieckiej 12 Armii. Idący w szpicy szwadron ppor. Michała Stępkowskiego, nie czekając na nadejście sił głównych, uderzył na taborytów. Nagłe pojawienie się polskiej jazdy wywołało panikę w sowieckich kolumnach. Sowieci, nie podejmując walki, rzucili się do ucieczki. Szwadron, liczący około dziewięćdziesięciu jeźdźców, wziął do niewoli blisko dwustu jeńców, zdobył pięć dział z jaszczami, pięć ckm-ów i rozmontowany samolot.